# Leyla Mammadbeyova
Leyla Alasgar qizi Mammadbeyova, născută Zeynalova (azeră: Leyla Ələsgər qızı Məmmədbəyova; n. 17 septembrie 1909, Bakı, gubernia Baku⁠(d), Imperiul Rus – d. 4 iulie 1989, Bakı, Republica Sovietică Socialistă Azerbaidjană), a fost prima femeie azeră pilot. De asemenea a fost prima femeie pilot din Caucaz, Europa Sudică și Asia de Vest.

## Carieră
Tatăl ei, Alasgar Zeynalov a fost vărul lui Huseyn Arablinski, un pioner al actoriei din Azerbaidjan. Familia ei avea o orientare artistică astfel că în adolescență putea cânta la pian și la tar, un instrument muzical cu coarde. La 14 ani, s-a căsătorit cu Bahram Mammadbeyov din Kurdakhany, care urma să devină șeful Băncii Sindicatelor Profesionale din Baku.
Ea a fost antrenată ca pilot profesionist la Clubul de Aviație din Baku și a zburat pentru prima dată în 1931. Și-a continuat studiile la o școală de aviatori din Moscova în 1932. Pe 17 martie 1933, a devenit a doua femeie parașutist din Uniunea Sovietică (după Nina Kamneva), sărind dintr-un avion Polikarpov Po-2 la Aeroportul Tushino din Moscova. În 1934, a câștigat competiția de sărit cu parașuta la care au participat reprezentanți ai țărilor transcaucaziene. Până în 1941 a fost lider de escadron al Armatei Sovietice.
Și-a continuat cariera ca pilot și instructor la Clubul de Aviație din Baku. A refuzat să lupte în al Doilea Război Mondial, deoarece atunci creștea patru copii (în total, a avut șase copii). În ciuda faptul că Clubul de Aviație din Baku a fost închis datorită condițiilor de război, a reușit să ținp cursuri de planor și parașutism pe cont propriu, antrenând sute de ploți de luptă și în jur de 4000 de parașutiști. Doi dintre studenții ei au devenit eroi ai Uniunii Sovietice. A zburat pentru ultima dată în 1949 și a lucrat ca vicepreședintă a filialei Societății Voluntarilor pentru Cooperarea cu Armata, Aviația și Marina (DOSAAF, în rusă: ДОСААФ) din Baku până în 1961.
Fiul ei cel mai mare Firudin a luptat în al Doilea Război Mondial, iar fiul ei cel mai mic a luptat în Războiul din Nagorno-Karabah, ambii ca piloți de luptă.
Leyla Mammadbeyova a devenit o imagine vie a curajului și priceperii, fiind sărbătorită prin media și artă. Caracterul ei a inspirat operele literare a lui Mikayil Mushfig (Afshan, 1933 și Shoyla, 1934) și Samad Vurgun (Leyla, 1935), precum și filmul Ismat (regizat de Mikayil Mikayilov, 1934), în ultima apărând ca o cascadoare. În 1995 un documentar despre viața și cariera ei intitulat Leyla și regizat de Nazim Rza Israfiloglu a fost lansat de Azerbaidjanfilm.

## Legături externe
- Filmul İsmət online